# Helicodontium minutum
Helicodontium minutum är en bladmossart som beskrevs av Georg Friedrich von Jaeger 1878. Helicodontium minutum ingår i släktet Helicodontium och familjen Fabroniaceae. Inga underarter finns listade i Catalogue of Life.